# Stylodrilus parvus
Stylodrilus parvus é uma espécie de anelídeo pertencente à família Lumbriculidae.
A autoridade científica da espécie é Hrabe & Cernosvitov, tendo sido descrita no ano de 1927.
Trata-se de uma espécie presente no território português, incluindo a sua zona económica exclusiva.